# 科研製薬
科研製薬株式会社（かけんせいやく、英: KAKEN PHARMACEUTICAL CO., LTD.）は、東京都文京区に本社を置く、日本の製薬会社である。旧理化学研究所をルーツに持ち、理研グループの一角を占めた。医家向けの関節機能改善剤や動脈硬化症治療薬等が主力だが、飼料添加物や動物用医薬品、農業薬品も手がける。

## 沿革
- 1948年 - 財団法人理化学研究所を株式会社に改組、株式会社科学研究所として設立
- 1952年 - 社名を科研化学株式会社に変更
- 1961年 - 東証2部上場
- 1962年 - 東証1部上場
- 1982年 - 科研薬化工株式会社[注 1] と合併し、科研製薬株式会社に社名変更

## 事業所
- 本社 - 東京都文京区本駒込2-28-8
- 静岡工場・総合研究所（静岡） - 静岡県藤枝市源助301
- 総合研究所（京都） - 京都府京都市山科区四ノ宮南河原町14
- 支店 - 札幌市、仙台市、東京都豊島区、名古屋市、大阪市、広島市、福岡市

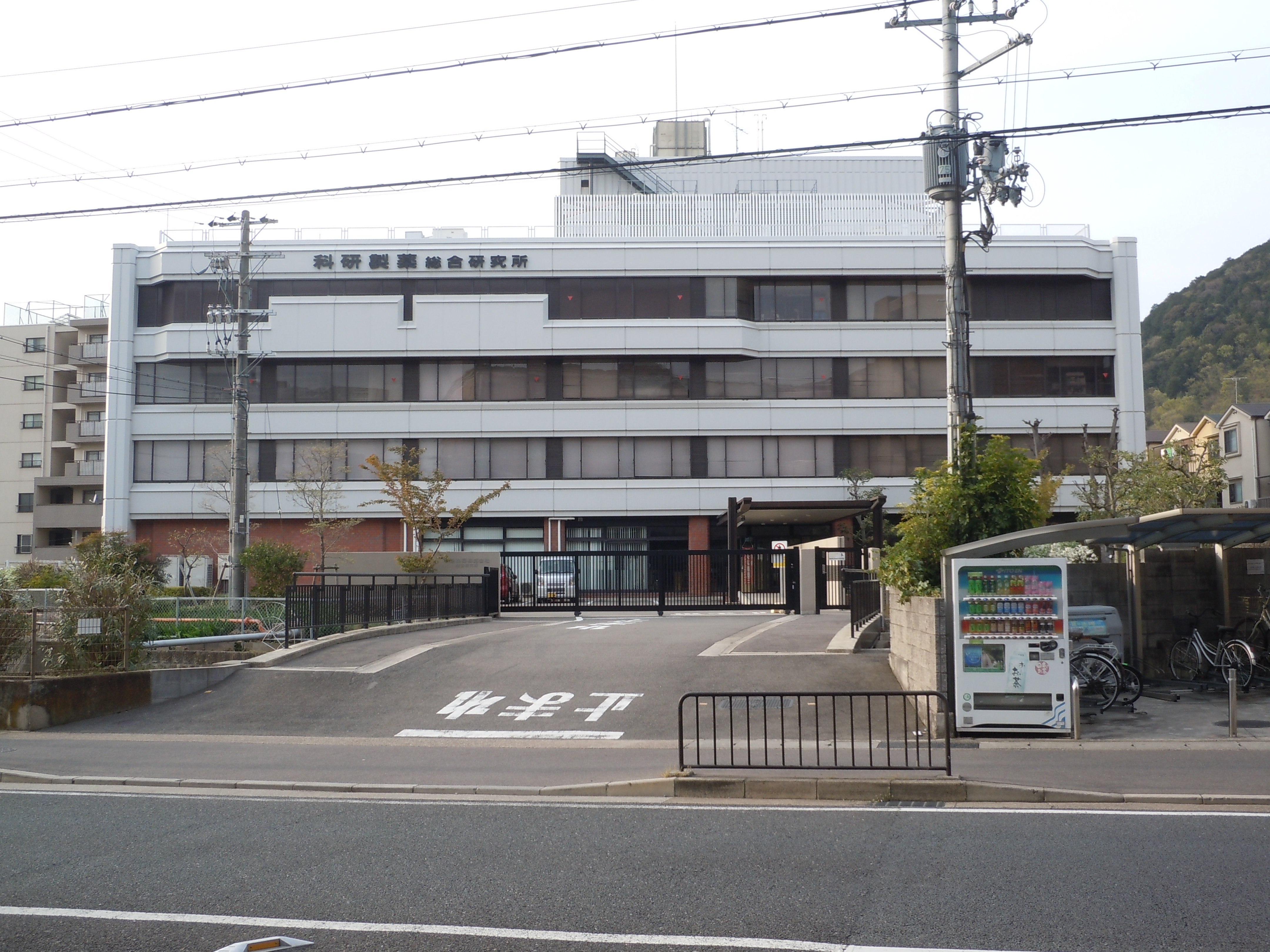
総合研究所
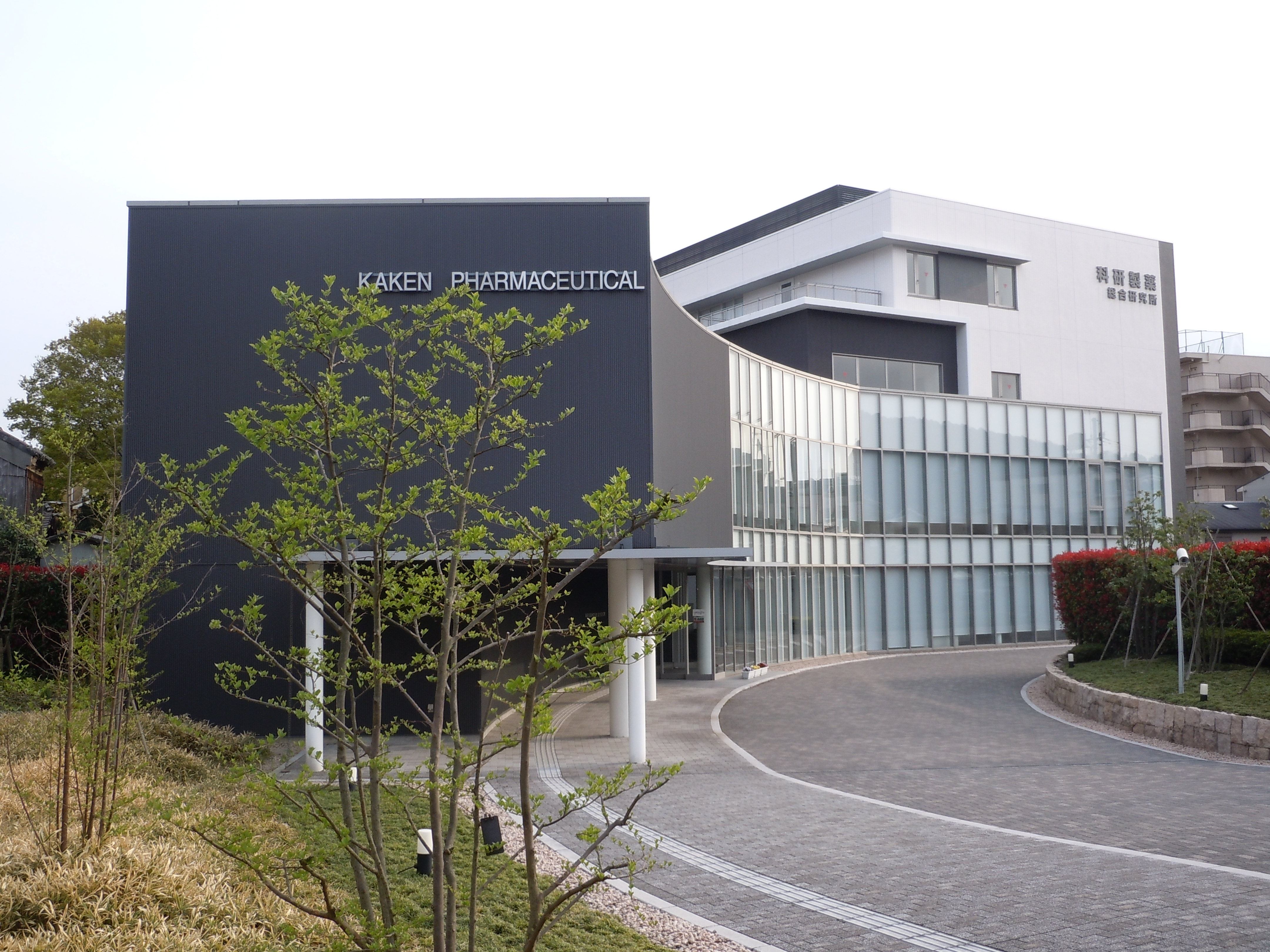
総合研究所